# Khattab ibn Nufayl
 (décembre 2019).
Si vous disposez d'ouvrages ou d'articles de référence ou si vous connaissez des sites web de qualité traitant du thème abordé ici, merci de compléter l'article en donnant les références utiles à sa vérifiabilité et en les liant à la section « Notes et références ».
 (décembre 2019).
Khattab ibn Nufayl est un Arabe du clan des Banî 'Adî, issu de la tribu de Quraish. Il a vécu au VIe siècle et est un contemporain du prophète de l'islam, Mahomet. Son fils Omar deviendra plus tard musulman et sera considéré par les musulmans sunnites comme le deuxième des Califes bien guidés.

## Biographie
Khattab ibn Nufayl a eu trois enfants : Omar, qui deviendra Calife ; Zayd ibn Al-Khattab, un compagnon de Mahomet ; et Fatima Bint Al Khattab, qui épousa son cousin Said ibn Zayd. Ce dernier est un des premiers à se convertir à l'islam. Cependant, il pratique sa religion de manière cachée, pour sa sécurité.
Lors de la conversion de son neveu devenu musulman, Said ibn Zayd ibn Nufayl se moque de lui pour avoir adoré des idoles[réf. nécessaire].

## Voir également
- Sahaba